# محمد علي سلطان العلماء
محمد علي سلطان العلماء بن عبد الرحمن المُلَّا الخالدي (1340- 1446 هـ / 1920- 2024 م) عالم إسلامي سُني وفقيه شافعي إماراتي، ينحدر من عرب الهولة في إيران. اشتَهَر بلقب "سلطان العلماء" حتى غلب على اسمه. تعلَّم الفقه والحديث والتفسير والنحو على يد أبيه الشيخ عبد الرحمن المُلَّا، ورحل إلى الهند ومصر طالبًا للعلم، وتولى التدريس بعد وفاة أبيه، وإدارة مدرسة سلطان العلماء في بندر لنجة، ثم استقرَّ به المقام في دبي فكان له مجلس علمي عامر.
كان له مشاريعُ خيرية كثيرة فبنى المساجد والمدارس والكلِّيات والمستشفيات ودُور القرآن الكريم، وله يدٌ طُولى في مساعدة المحتاجين، وقد جاوزت تلك المشاريع الخيرية 200 مشروع. حاز على جائزة دبي الدَّولية واختير شخصيةَ العام الإسلامية للدورة العشرين، وزادت مؤلفاته على 70 مؤلفًا ما بين مطوَّل ومتوسِّط ومختصَر.

## نسبه
هو محمد علي بن عبد الرحمن بن يوسف بن عبد الرحمن بن محمد علي بن عبد الرحمن بن عبد الله بن حسين الخالدي المخزومي، ينتهي نسبه إلى الصحابي خالد بن الوليد المخزومي.

## نشأته وحياته
ولد في بندر لنجة عام 1920، ويُقال 1923، درس الفقه والحديث والحديث والتفسير والنحو على يد أبيه الشيخ عبد الرحمن، ثم رحل إلى الهند ومصر وأماكن أخرى طالباً للعلم، حتى وصل إلى مرتبة الأستاذ، حيث قام بالتدريس بعد وفاة أبيه عام 1941 في "المدرسة الرحمانية" للعلوم الشرعية والعربية، فأحيا المدرسة ببناء جديد، ووسعها ثانية حتى بلغت مائة حجرة من حجر نوم ومطبخ وغير ذلك، ورتب للطلاب جرايات، ونظم الأمور على أحسن ما يكون، وبذل جهده في التدريس، حتى غدت مدرسته ذات امتياز وذكر في آفاق فارس والخليج وتعرف باسم "مدرسة سلطان العلماء للعلوم الدينية".

سلطان العلماء محمد علي الملا الخالدي في شبابه

## مؤلفاته
لدى الشيخ محمد علي ما يزيد على 70 مؤلفًا منها:
- صفوة العرفان في تفسير القرآن
- شرح الأربعين النووية
- غاية المأمول في سيرة الحبيب الرسول
- شرح رياض الصالحين
- طريق السعادة والسداد
- المعالم في آداب المتعلم والعالم (بالفارسية)
- آداب تلاوة القرآن (بالفارسية)
- الفوائد الجليّة في شرح المقاصد النووية (بالفارسية)
- الأذكار من كلام سيّد الأبرار للإمام النووي (بالفارسية)
- الاعتكاف ، آدابه وشروطه (بالفارسية)
- لب اللباب

وغيرها من المؤلفات.

## حياته الشخصية
تزوج الشيخ سلطان العلماء، ورُزق 9 ذكور وعددًا من الإناث منهم: محمد عبد الرحيم، وعبد اللطيف، ومبارك، ومحمد إسماعيل، ومحمد إبراهيم، ويوسف، ومحمد شريف، وعبد الكريم، وعبد العظيم.

## وفاته
توفي محمد علي سلطان العلماء في دُبي، صباح يوم الاثنين 9 المحرَّم 1446هـ الموافق 15 يوليو (تَمُّوز) 2024م، عن 104 سنوات هجرية، ودُفن بمقبرة القصيص بدُبي. وقدَّم الشيخ محمد بن راشد آل مكتوم حاكم دبي العزاء فيه يوم الأربعاء 17 يوليو 2024 في مجلس الخوانيج بدبي.